# Rue d'Auvers
La Rue d'Auvers est un tableau de Vincent van Gogh réalisé en mai 1890 et conservé à Helsinki (Finlande) au musée Ateneum, sous le numéro d'inventaire A I 755. Il mesure 73,5 × 92,5 cm.

## Histoire
Vincent van Gogh s'installe après le 20 mai 1890 à Auvers-sur-Oise (à une trentaine de kilomètres au nord-ouest de Paris) pour se faire suivre par le docteur Gachet, artiste dans l'âme et ami des peintres, spécialiste des maladies nerveuses. Les dernières semaines de sa vie (il meurt le 29 juillet 1890) vont être extrêmement fécondes ; il peint sur le motif les paysages autour d'Auvers et le village lui-même. Ce tableau a été exposé du 20 mars au 27 avril 1891 au salon des indépendants de Paris. Il a fait partie de la collection de Théo van Gogh, puis de sa veuve Johanna. Il a été acheté par le critique d'art Julien Leclercq avec dix autres tableaux de l'artiste. Leclercq organise une grande exposition du 15 au 31 mars 1901 des tableaux de Van Gogh en collaboration avec la galerie Bernheim-Jeune  et Johanna van Gogh. Leclercq meurt subitement le 31 octobre 1901 et ce tableau comme les autres de sa collection passe à sa veuve, née Fanny Flodin, pianiste et sujette du grand-duché de Finlande (sœur de la sculptrice finnoise Hilda Flodin, élève de Rodin). Il a été acheté le 8 mars 1903  par le musée Ateneum d'Helsingfors (Helsinki aujourd'hui), devenant ainsi le premier musée au monde à acheter un tableau de Van Gogh,.
Ce tableau a été exposé entre autres à l'Orangerie des Tuileries de Paris du 26 novembre 1954 au 28 février 1955, grande exposition historique faisant date dans l'étude de l'œuvre du peintre ; au musée Jacquemart-André de Paris dans le cadre de l'exposition Vincent van Gogh en février-mai 1960 ; au Metropolitan Museum of Art de New York, du 11 novembre 1986 au 22 mars 1987 dans le cadre de l'exposition Vincent van Gogh à Saint-Rémy et à Auvers, et au musée des beaux-arts de Budapest du 1er décembre 2006 au 20 mars 2007, dans le cadre de l'exposition Van Gogh.